# Rebelión de Veracruz (1827)
La Rebelión de Veracruz de 1827 fue un conflicto armado en México encabezado por las luchas entre el Partido Yorkino y el Partido Escocés.

## Prisión de Negrete
Luego de los intensos debates llevados a cabo en el Congreso se dio una exposición de la esposa del general Pedro Celestino Negrete con motivo de que había sido preso al público en general. Este discurso no fue, sólo la defensa de su causa y de una persona, sino que invadida de pasiones firmó un documento de cuyos conceptos y consecuencias no pudo existimar, y prestó, quizás por inocencia, ocasión al Partido Escocés para desatarse contra el gobierno en una nueva rebelión. Por parte de los yorkinos existía la ventaja de que luego de la conspiración de Joaquín Arenas existía el pretexto de denunciar a todos los escoceses y españoles ligados en una conspiración para implantar la monarquía. Mientras los escoceses se preparaban para una resistencia y a la organización del centralismo y de un sistema militar, los yorkinos comenzaron a exaltar pasiones como el odio y las venganzas populares entre la población en búsqueda de un pronunciamiento general contra los españoles radicados en México.

## Antecedentes
En el estado de Veracruz, donde el Partido Escocés mantenía una preponderancia sobre los yorkinos por la influencia que tenían los españoles acaudalados para con el gobernador y la legislatura local se juzgaron fuertes los escoceses, declarándose en abierta hostilidad con el gobierno, como cuando se nombró comisario del estado a Ignacio Esteva y fue éste expulsado por la legislatura local en sesiones extraordinarias. 
Por si fuera poco, luego de esta pena donde no existía delito alguno, el general Miguel Barragán como gobernador y comandante militar publicó el anticonstitucional decreto, lo comunicó a Esteva y al verificarlo manifestó que en caso de ser necesario emplearía la fuerza para hacerlo cumplir. En este acto, el comandante de armas, a quien el gobierno confiaba para guardar la ley conservar el orden las volvía contra el gobierno amenazándole de no cumplir sus disposiciones. 
En otro caso similar, Ramón Ceruti, redactor de un periódico titulado El Mercurio, que servía de órgano a los pocos yorkinos en el estado, fue perseguido de muerte, por lo que tuvo que abandonar el estado para refugiarse en la capital de la República, donde restableció su periódico bajo el nombre de El Noticioso, que tuvo una existencia algo duradera. 
Los excesos cometidos en Veracruz por el Partido Escocés, la expulsión de Esteva, su disgusto por las leyes federales y los procedimientos contra el orden constitucional que prohibía a los cuerpos legislativos imponer penas a los ciudadanos, aumentaron el desagrado en México por ese partido y ayudaron al yorkino a desacreditar al otro.

## Rebelión escocesa
Los escoceses de Veracruz, ya en difíciles situaciones, declaró mediante la legislatura local una ley bajo severísimas penas la prohibición, supresión o destrucción de las sociedades secretas, pidiendo, de paso, la salida de Joel Roberts Poinsett. 
Esta legislación daba lugar a una contradicción, ya que los miembros de la legislatura local, el gobernador, y los jefes comprometidos en los planes revolucionarios  y que tan abiertamente se pronunciaban contra la masonería eran nada menos que dirigentes de la sociedad escocesa, y contándose entre los primeros que entraron a cambiar la antigua masonería en agente revolucionario. Los generales Miguel Barragán, Antonio López de Santa Anna y Francisco Antonio Berdejo proyectaron rebelarse contra el gobierno y variar las instituciones al mando de tres batallones y algunas tropas cívicas del Estado, sin embargo, el plan fue frustrado y las cosas tomaron otro giro.
En San Juan de Ulúa, el comandante de la plaza José Rincón, recibió de manos de un oficial apellidado Soto documentos fehacientes que no dejaban duda sobre la existencia de una conspiración contra el gobierno, por lo que el coronel Rincón, se dirigió a Guadalupe Victoria, presidente de la república,  manifestándole que la unidad nacional, el rigor de la disciplina y el honor militar le obligaban a no obedecer las órdenes del comandante general del Estado, dando orden al Batallón n.º 9 que se encontraba en la guarnición de la plaza y del castillo de no obedecer ninguna orden que el no comunicase, quedando entonces desconocida la autoridad de Barragán, y de hecho el principio de la guerra civil. 
Es entonces, que enterado Guadalupe Victoria de este hecho envió al general Vicente Guerrero a Xalapa, residencia de los poderes del Estado y lugar donde se encontraban los sublevados. Se dio entonces un hecho similar al que sucedió durante la Rebelión de Hernández, ya que por la popularidad de Guerrero, con la sola presencia del mismo los disidentes acordaron aplazar sus proyectos revolucionarios, terminando así las disidencias y retractándose de lo hecho Santa Anna, Barragán y demás jefes opuestos al gobierno, que luego protestaron obedecer al gobierno y levantar el antema sobre Ignacio Esteva. Con esta medida, y con haber procesado a algunos militares de clase subalterna, el Estado de Veracruz regresó a la paz.